# Санфранциски залив
Санфранциският залив (на английски: San Francisco Bay) е голям залив в Калифорния, САЩ. Той е отворен към Тихия океан.
В него се вливат реките Сакраменто и Сан Уакин, които текат от планините Сиера Невада. Всъщност река Сакраменто се влива в залива Суисун, който преминава през пролива Керкинез, за да достигне залива Сан Пабло, който се свързва на юг със Санфранциския залив. Допълнително, група от заливи, свързани със Санфранциския залив, понякога също се означават като „Санфранциски залив“. През 2013 г. Санфранциският залив е признат за рамсарско място в съответствие с Рамсарската конвенция.

## Размери
Площта на залива е между 1040 и 4160 кв. км (от 400  до 1600  кв. мили), в зависимост от това дали по-малки заливи (като Санпаблоския), устия на реки и други водни площи са включени в изчислението. Основната част на залива е с размери между 5 и 20 км от изток на запад (от 3 до 12 мили) и някъде между 77 км1 и 97 км 2 от север на юг (от 48 до 60 мили).
Въпреки голямата стойност на залива като естествено пристанище, хилядите акра мочурливи земи, които образуват границата на Санфранциския залив, се смятат за пропилени в продължение на много години.

## Роля за заселването на Калифорния
Санфранциският залив е открит от европейците за пръв път на 4 ноември 1769 г., когато испанския пътешественик-изследовател Гаспар де Портола, не можейки да намери пристанището на Монтерей, закотвя кораба си близо до мястото, където днес се намира Пасифика. Поради липсата на вода и храна, Портола и екипът му от 63 души и 200 коня тръгват на пътешествие по суша, което ги отвежда до върха на хребета Суини (на английски: Sweeney Ridge), откъдето виждат Санфранциския залив.
Първият европеец, който влиза в залива, вероятно е испанският изследовател Хуан де Аяла, който прекосява залива на 5 август 1775 г. на своя кораб, Сан Карлос, и хвърля котва в залива на Ангелския остров.

## Район на Залива
Районът около залива се нарича „Район на Санфранциския залив“ (The San Francisco Bay Area). Районът е под юрисдикцията на Сан Франциско, Оукланд, Сан Хосе, който е най-големият град в региона и още 101 града. Регионът включва девет области и е с население общо от 7,4 милиона души.

### Мостове в района на залива
Над Санфранциския залив се простират 5 моста: Голдън Гейт, Ричмънд-Сан Рафаел, Сан Франциско-Оукланд, Сан Матео-Хейуърд и Дъмбартън.

## Острови
Някои острови в Санфранциския залив: Аламида, Алкатрас, Йерба Буена, Трежър Айлънд.

## Градове
Главните градове в Района на Залива са: Оукланд, Сан Франциско, Сан Хосе.

## Паркове
Някои прилежащи паркове до залива: Койоти Пойнт парк.

## Спорт
В Санфранциския залив се практикуват разни видове спорт, като например ветроходство, уиндсърфинг, кайтсърфинг, кану-каяк, гребане, спортен риболов и други.

## Галерия
- Мостове в района на залива на Сан Франциско
- Поглед към залива от окръг Марин. Остров Алкатрас и западната част на моста Сан Франциско – Оукланд се виждат по средата, центърът на Сан Франциско е отдясно
- Ветроходна лодка в залива